# Regierung Peeters I
Die Regierung Peeters I war die zwölfte flämische Regierung. Sie amtierte vom 28. Juni 2007 bis zum 8. Juni 2009.
Bei der Wahl zum flämischen Parlament am 13. Juni 2004 verloren die bisherigen Regierungsparteien ihre Mehrheit. Der Nachfolgeregierung unter Ministerpräsident Yves Leterme (CD&V) gehörten die Christdemokraten (CD&V), Sozialistische Partei Anders (sp.a), die linksliberale Spirit, Open Vlaamse Liberalen en Democraten (Open VLD) und die Neuflämische Allianz (N-VA) an.
Nach der föderalen Parlamentswahl 2007 wurde Leterme Ministerpräsident der föderalen Regierung. Sein Nachfolger als flämischer Ministerpräsident wurde Kris Peeters (CD&V). Nach der Wahl zum flämischen Parlament am 7. Juni 2009 schied die OpenVLD aus der Regierung aus, die anderen drei Parteien setzten ihre Zusammenarbeit in einer Regierung unter Peeters fort.

## Zusammensetzung
| Amt | Name                | Partei   | Beginn der Amtszeit | Ende der Amtszeit  |
| --- | ------------------- | -------- | ------------------- | ------------------ |
| Ministerpräsident und Minister für institutionelle Reformen, Häfen, Landwirtschaft, Meresfischerei und den ländlichen Raum                                                         | Kris Peeters        | CD&V     | 28. Juni 2007       | 22. September 2008 |
| Ministerpräsident und Minister für institutionelle Reformen, Verwaltungsangelegenheiten, Äußeres, Medien, Tourismus, Häfen, Landwirtschaft, Meresfischerei und den ländlichen Raum | Kris Peeters        | CD&V     | 22. September 2008  | 8. Juni 2009       |
| stellvertretende Ministerpräsidentin und Ministerin für Wirtschaft, Unternehmen, Wissenschaft, Innovation und Außenhandel                                                          | Fientje Moerman     | Open VLD | 28. Juni 2007       | 10. Oktober 2007   |
| Ministerin für Wirtschaft, Unternehmen, Wissenschaft, Innovation und Außenhandel                                                                                                   | Patricia Ceysens    | Open VLD | 10. Oktober 2007    | 8. Juni 2009       |
| stellvertretender Ministerpräsident und Minister für Arbeit, Bildung und Ausbildung                                                                                                | Frank Vandenbroucke | sp.a     | 28. Juni 2007       | 8. Juni 2009       |
| Minister für Finanzen und Haushalt und Raumordnung | Dirk Van Mechelen   | Open VLD | 28. Juni 2007       | 10. Oktober 2007   |
| stellvertretender Ministerpräsident und Minister für Finanzen und Haushalt und Raumordnung                                                                                         | Dirk Van Mechelen   | Open VLD | 10. Oktober 2007    | 8. Juni 2009       |
| Minister für Kultur, Jugend, Sport und Brüsseler Angelegenheiten | Bert Anciaux        | Spirit   | 28. Juni 2007       | 8. Juni 2009       |
| Minister für Verwaltungsangelegenheiten, Äußeres, Medien und Tourismus | Geert Bourgeois     | N-VA     | 28. Juni 2007       | 22. September 2008 |
| Minister für Inneres, Städte, Wohnen und Einbürgerung | Marino Keulen       | Open VLD | 28. Juni 2007       | 8. Juni 2009       |
| Ministerin für Mobilität, Sozialwirtschaft und Chancengleichheit | Kathleen Van Brempt | sp.a     | 28. Juni 2007       | 8. Juni 2009       |
| Minister/-in für Wohlfahrt, Gesundheit und Familie | Steven Vanackere    | CD&V     | 28. Juni 2007       | 30. Dezember 2008  |
| Minister/-in für Wohlfahrt, Gesundheit und Familie | Veerle Heeren       | CD&V     | 6. Januar 2009      | 8. Juni 2009       |
| Ministerin für öffentliche Arbeiten, Energie, Umwelt und Natur | Hilde Crevits       | CD&V     | 28. Juni 2007       | 8. Juni 2009       |

## Umbesetzungen
Fientje Moerman trat am 10. Oktober 2010 zurück, nachdem ein Bericht des Ombudsmanns ihr Verfehlungen bei der Auftragsvergabe ihres Ministeriums vorwarf. Ihr Ressort wurde von Patricia Ceysens übernommen, stellvertretender Ministerpräsident wurde Dirk Van Mechelen.
Geert Bourgeois erklärte am 22. September 2008 seinen Rücktritt und erklärte das Wahlbündnis von CD&V und N-VA für gescheitert. Sein Ressort wurde von Ministerpräsident Kris Peeters übernommen
Steven Vanackere trat am 30. Dezember 2008 zurück, um Minister in der föderalen Regierung Van Rompuy zu werden. Seine Nachfolgerin wurde Veerle Heeren.